# Hospital de San Carlos (Aranjuez)
El antiguo Hospital de San Carlos es un antiguo hospital mandado construir en la localidad madrileña de Aranjuez durante el reinado de Carlos III, en honor de San Carlos Borromeo, y cuyo encargo fue llevado a cabo por el arquitecto Manuel Serrano entre 1773 y 1776. Posteriormente fue ampliado por Isabel II. Hasta 1987 perteneció a Patrimonio Nacional, luego pasó al Estado español y finalmente, desde 1990, es propiedad del Ayuntamiento de Aranjuez. Funcionó como centro de salud hasta finales del siglo XX. 

## Descripción
Posee planta cuadrangular con dos patios interiores. Está localizado en el casco histórico de Aranjuez, dentro de la zona protegida como Paisaje Cultural de la Humanidad, entre las calles del Capitán, de las Eras, del Hospital y de la Concha, que flanquea la plaza llamada de San Pascual o del Hospital, que lo separa del Convento de San Pascual. 
La fachada principal se caracteriza por una portada central formada por dos machones almohadillados de piedra caliza -coronados por sendas copas- que sostienen un arco de medio punto del mismo material, rematado por una cruz. Este arco cobija una puerta, también de piedra de Colmenar, enmarcada con un recercado con orejas y una ménsula enguirnaldada en la clave del dintel adovelado, y coronada por un frontón triangular. 
A ambos lados de la portada de extiende una sencilla fachada de ladrillo visto con cajones de mampostería, perforada regularmente por ventanas rectangulares con rejas de forja. En el extremo meridional la ventana es sustituida por una puerta de piedra con orejas y dintel monolítico que en tiempos daba a la capilla del hospital.
Las esquinas se señalan con resaltes almohadillados también de ladrillo sobre basamentos de piedra caliza.
El interior está formado por una serie de salas distribuidas en torno a dos patios: uno delantero, cerrado y más antiguo; y otro abierto en “U” hacia la calle del Capitán, resultado de las ampliaciones realizadas en el siglo XIX. La primera de estas ampliaciones tuvo lugar en 1807, según proyecto de Isidro González Velázquez, que añadió el ala suroccidental por orden de Carlos IV. En 1865 se construyó el ala opuesta para recuperar la simetría del edificio, la cual fue proyectada por José Segundo de Lema siguiendo la orden de Isabel II.
El primer patio está circundado por pasillo abovedado que da paso a las distintas salas, cubiertas a su vez también con bóvedas de doble rosca de ladrillo -perforadas por lunetos en correspondencia con ventanas, puertas y tragaluces- y que en algún caso conservan antiguos alicatados de azulejos blancos, así como las placas con los nombres del santoral a cuya advocación se encomendaban, como Santo Tomás de Villanueva o San Pedro ad Víncula.

## Historia
En 1648 había en Aranjuez un hospital para las gentes pobres que enfermaban, aunque después se decidió enviarlos al hospital de la Caridad o de San Juan de Dios de Ocaña, con lo que se evitaban los riesgos de contagio durante las Jornadas regias. Sin embargo, al iniciarse las obras de construcción del Real Sitio se hizo patente la necesidad de contar con un edificio destinado a este uso, ya que el clima insalubre de Aranjuez motivaba frecuentes enfermedades entre los trabajadores de las obras, empleados y visitantes, por lo que en 1750 se estableció un hospital provisional para la curación del personal de la Casa Real.
Este hospital fue proyectado en 1750 por el arquitecto Santiago Bonavía a espaldas de la hospedería franciscana de Nuestra Señora de la Esperanza, siendo el primer edificio levantado en el Sitio, por lo que debía servir como modelo para las futuras construcciones del lugar, aunque su diseño no fue respetado.
Al funcionar este hospital solo durante las Jornadas regias y tener que trasladar a los enfermos de Aranjuez al hospital de Ocaña y al hospital General de Madrid cuando no prestaba servicio  el arancetano, el médico titular del Real Sitio solicitó en 1770 a Carlos III la construcción de un hospital permanente y cinco años más tarde fue atendida esa solicitud por el rey, que tres años después encargó al arquitecto Manuel Serrano que diseñase un hospital, que habría de recibir el nombre de San Carlos Borromeo, situándolo en la parte más alta y despejada frente al Real convento de San Pascual.

## Intentos de rehabilitación

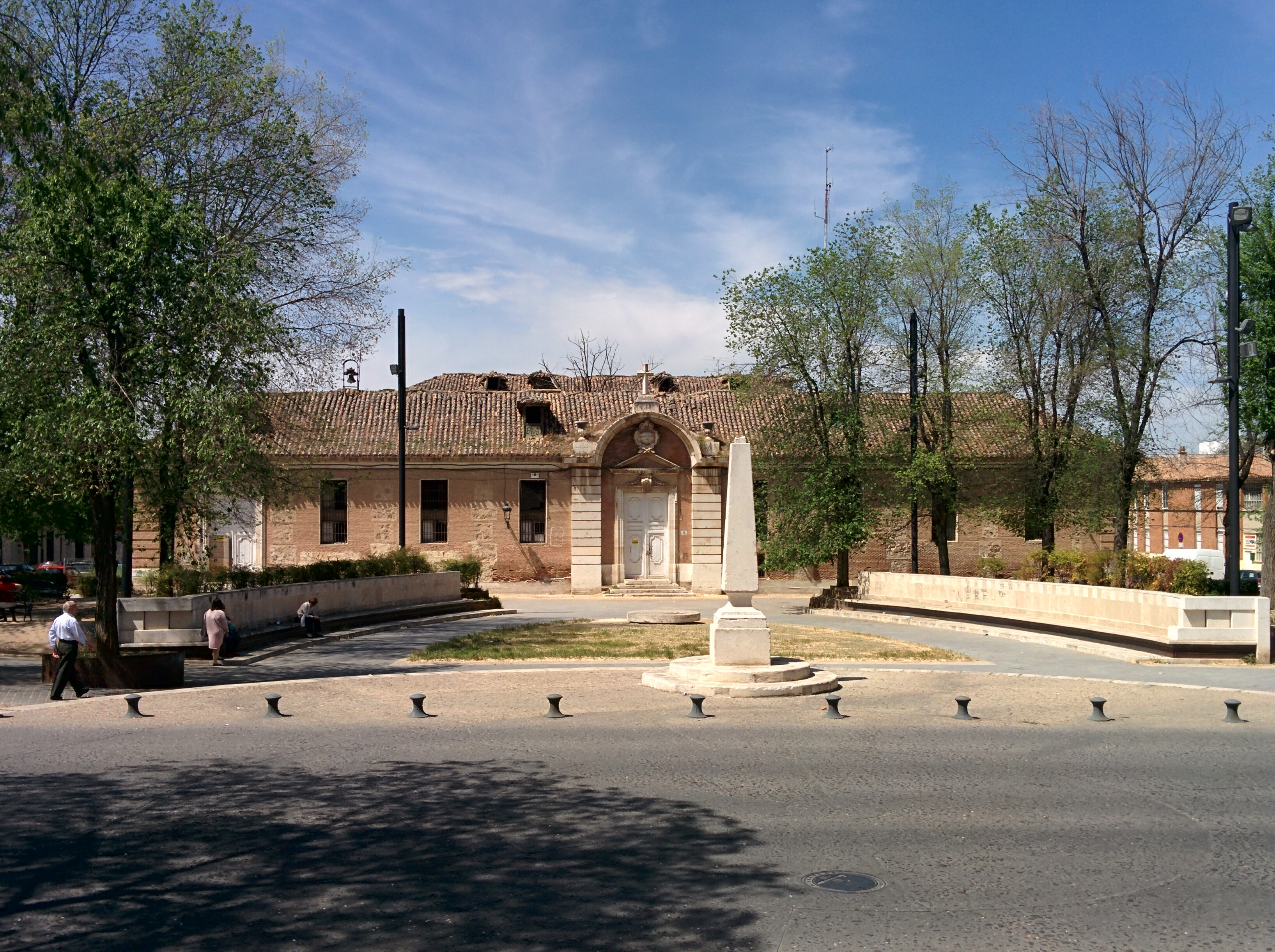
Vista general

En los últimos años se plantearon numerosos proyectos para restaurar el hospital, todos ellos infructuosos. Por un lado, se intentó convertir en un Parador, idea que no prosperó porque los hosteleros locales consideraron que restaría volumen de negocio a sus restaurantes. Posteriormente el alcalde José María Cepeda Barros (Partido Popular) propuso en 2000 rehabilitarlo como hotel de lujo, si bien este proyecto quedó también frustrado. Años después el alcalde Jesús Dionisio Ballesteros (PSOE) sugirió realizar un centro de artes plásticas ligado a la Facultad de Bellas Artes de la Universidad CES Felipe II (Complutense), para lo cual se presentaron varios proyectos de diversos estudios de arquitectos. Sin embargo en 2010 el Partido Popular de la Comunidad de Madrid, a instancias de sus homólogos de Aranjuez, inició los trámites para la inclusión del edificio en el catálogo de Bienes de Interés Cultural, con lo que cualquier proceso previo de rehabilitación quedó paralizado.
En 2017 fue cedido por 75 años a la Universidad Rey Juan Carlos, que ha realizado una inversión de 11 millones de euros para rehabilitar el edificio e instalar un aulario.

## Protección
Está situado dentro del perímetro del “Conjunto Histórico de Aranjuez” que fue declarado Bien de Interés Cultural mediante Real Decreto 2860/1983 (BOE de 15 de noviembre de 1983).
Estructural (Plan General de Ordenación Urbana de Aranjuez 1996).
Paisaje Cultural Patrimonio de la Humanidad 2001.